# 原田美欧
原田 美欧（はらだ みお、1991年7月27日 - ）は日本で活動するミュージカル俳優および元バレリーナである。茨城県土浦市出身。劇団四季所属。

## 来歴
バレリーナとして活動しながら茨城県立竹園高等学校卒業後舞台芸術学院を経て2012年7月に劇団四季オーディションに合格し四季へ入団した。同年10月2日に四季劇場［秋］で開幕した青い鳥東京公演のアンサンブル12枠役で初舞台出演を果たした。

## 主な出演作品
- 青い鳥（2012年アンサンブル12枠）
- ジョン万次郎の夢（2013年アンサンブル9枠）
- ライオン・キング（2013年アンサンブル10枠）
- クレイジー・フォー・ユー（2015年ミッツイー）
- ウェストサイド物語（2016年ヴェルマ）
- The Bridge 〜歌の架け橋〜 （2021年5枠）
- 美女と野獣[1] （2022年アンサンブル1枠）

※括弧内の年は初出演年